# Paul M. Doty
Paul Mead Doty (* 1. Juni 1920 in Charleston (West Virginia); † 5. Dezember 2011)  war ein US-amerikanischer Biochemiker und Abrüstungsexperte.

## Leben
Doty studierte an der Pennsylvania State University mit dem Bachelor-Abschluss 1941 und  an der Columbia University mit dem Master-Abschluss 1943.  Bei Joseph Edward Mayer promoviert er 1944 mit dem Thema The electron affinity of bromine and a study of its decomposition on hot tungsten. In dieser Zeit war er Instructor am Polytechnic Institute of Brooklyn, an dem er 1945 Assistant Professor wurde. 1946/47 war er als Rockefeller Fellow an der Universität Cambridge. 1946 wurde er Assistant Professor an der University of Notre Dame und 1948 Assistant Professor und 1956 Professor an der Harvard University. 1968 gründete er in Harvard die Fakultät für Biochemie und Molekularbiologie und war deren erster Vorsitzender. Schon zuvor (1961) holte er James Watson nach Harvard und war 1963 bis 1980 Senior Fellow der Society of Fellows. Er war Mallinckrodt Professor für Biochemie und Direktor und 1973 Gründer des Center for Science and International Affairs (später Belfer Center for Science and International Affairs) in der John F. Kennedy School of Government. 1988 bzw. 1990 (Kennedy School of Government) emeritierte er.
Er verfolgte zwei Karrieren, eine in Biochemie, die andere in internationalen Abrüstungsfragen.

## Biochemie
Mitte der 1940er-Jahre wandte er mit Bruno H. Zimm im Labor von Hermann F. Mark Lichtstreuung auf die Größen- und Formbestimmung von Polymeren an (Zimm-Plot). Später wurde das auf Proteine und Nukleinsäuren ausgedehnt und Doty untersuchte unter anderem das Schmelzen von DNA (Auflösung des Doppelstrangs bei höheren Temperaturen) und wies die Umkehrung nach, Hybridisierung von DNA. Bei RNA-Einzelsträngen wies er interne Hybridisierung nach, so dass diese kürzer war als nach Anzahl der Basen zu erwarten. Er bestimmte in seinem Labor auch die Form bestimmter Proteine wie Kollagen.
Von 66 von ihm betreuten Studenten wurden 44 Professoren und von seinen 85 Post-Doktoranden wurden 33 Professoren.

## Abrüstungsfragen
Er war früh in Abrüstungsfragen interessiert. Sein Interesse dafür erwachte, als er als Student am Rand an der Isotopentrennungs-Forschung im Manhattan Project beteiligt war. 1957 war er Vorsitzender der Federation of American Scientists und war an den ersten Pugwash-Konferenzen beteiligt. 1958 machte er seine erste von vielen Reisen in die Sowjetunion und 1960 wurde er Mitglied des President’s Scientific Advisory Committee (PSAC). Er gründete ein Komitee bei der National Academy of Sciences für wissenschaftlichen Austausch mit der Sowjetunion und organisierte die Pugwash Konferenzen 1960 in Moskau und 1961 in den USA. Dabei entstanden auch Freundschaften mit führenden sowjetischen Wissenschaftlern wie Peter Kapitza. Ab 1964 verschob er seine Aktivitäten von den Pugwash Konferenzen zu bilateralen Gruppen von Wissenschaftlern aus der Sowjetunion und den USA, die er mit dem Vizepräsidenten der Sowjetischen Akademie der Wissenschaften M. D. Millionschikow leitete. Die Gruppe spielte eine wichtige Rolle in der Vorbereitung des ABM-Vertrags. Doty wurde Berater (Special Assistant) des US-Präsidenten für Nationale Sicherheit und beriet in dieser Funktion Henry Kissinger. Später war er Mitglied der Beratungsgruppe des US-Präsidenten für Rüstungskontrolle. 1971 bis 1984 leitete er Sommer-Workshops über Rüstungskontrolle am Aspen Institute, aus dem dann die Aspen Strategy Group wurde. Ab 1976 setzte er die Workshops auch im neu gegründeten Aspen Center in Berlin fort. 1973 gründete er das Center for Science and International Affairs in Harvard und war lange dessen Vorsitzender und er gründete die Zeitschrift International Security. Er war in den 1970er- und 1980er-Jahren auch in den 1960 gegründeten Dartmouth Konferenzen zum Dialog mit der UdSSR engagiert und im National Academy of Sciences Committee on International Security and Arms Control (CISAC). In den 1990er-Jahren war er in der Stiftung von George Soros an der Unterstützung sowjetischer Wissenschaftler aktiv.

## Ehrungen und Mitgliedschaften
1956 erhielt er den American Chemical Society Award in Pure Chemistry. 1966 erhielt er einen Ehrendoktor der University of Chicago. Er war Fellow der National Academy of Sciences und der American Academy of Arts and Sciences (1951). Seit 1970 war er gewähltes Mitglied der American Philosophical Society. 1959/60 hielt er die Harvey Lecture.

## Sonstiges
Doty war mit der Biochemikerin Helga Boedtker verheiratet, mit der er auch zusammenarbeitete (zum Beispiel über Kollagen). Er war 1959 einer der Gründer des Journal of Molecular Biology und mit Hermann Mark 1945 des Journal of Polymer Science.